# هورنی پودلوژی
هورنی پودلوژی (به چکی: Horní Podluží) یک منطقهٔ مسکونی در جمهوری چک است که در ناحیه دیتشین واقع شده‌است. هورنی پودلوژی ۷٫۵۲ کیلومتر مربع مساحت و ۷۵۳ نفر جمعیت دارد و ۴۳۶ متر بالاتر از سطح دریا واقع شده‌است.